# Катастрофа Boeing E-3 в Анкоридже
Катастрофа Boeing E-3 в Анкоридже — авиационная катастрофа, произошедшая 22 сентября 1995 года близ аэродрома Элемендорф. Авиалайнер Boeing E-3B Sentry, принадлежащий ВВС США, столкнулся с птицами после взлёта с аэродрома. При возвращении на аэродром, самолёт столкнулся с деревьями, упал в лес, полностью разрушился и сгорел. Все находившиеся на борту 24 членов экипажа погибли.

## Самолёт
Boeing E-3B Sentry (серийный номер 77-0354) был изготовлен как вариант Boeing E-3 компании Boeing с заводским номером 21554/933. Первый полёт был совершён 5 июля 1978 года. 19 января 1979 года был передан в ВВС США. Самолёт был оснащён четырьмя турбовентиляторными двигателями Pratt & Whitney JT3D (TF33-100A). Позже был модифицирован к стандарту Boeing E-3.
Самолёт был использован на один день в «войне в Персидском заливе», когда экипаж контролировал перехват и уничтожение четырёх иракских истребителей на дальнем западе Ирака. Также участвовал в инциденте вертолётов Black Hawk в 1994 году. Экипаж управлял двумя военными истребителями F-15, они сбили пару вертолётов UH-60, были убиты 26 военных и гражданских лиц.

## Катастрофа

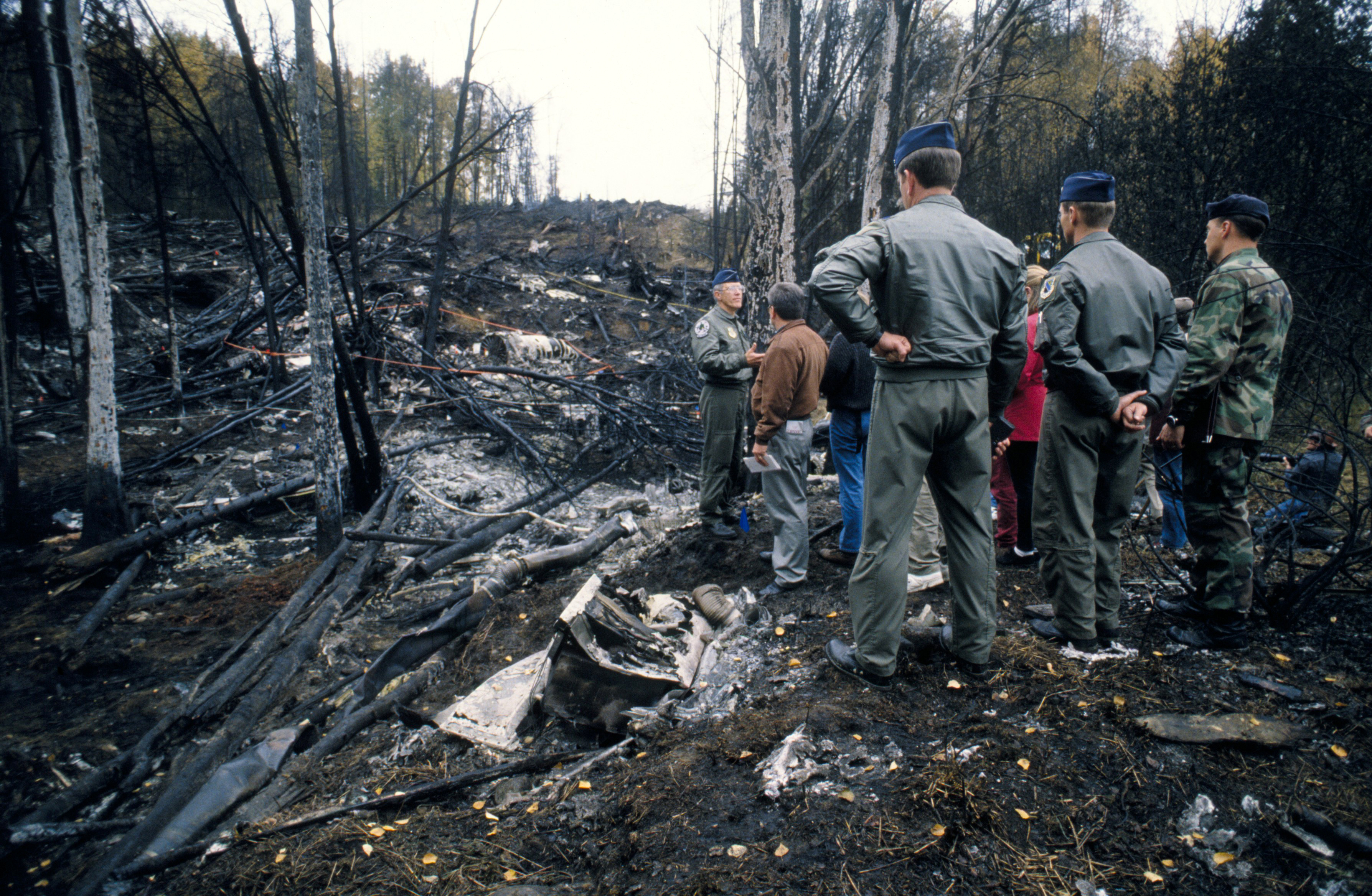
На месте крушения

Самолёт находился на 962-й воздушно-десантной эскадрилья управления воздушного судна и должен был совершить учебный вылет с позывным Yukla 27. Он должен был взлететь со взлётно-посадочной полосы 06 и ждал, пока транспортный самолет Lockheed C-130 Hercules взлетит перед ним. Поскольку его экипаж не знал, что C-130 потревожил стаю канадских гусей, Boeing E-3B Sentry приготовился к взлёту. Когда E-3 взлетал, в два двигателя попали птицы. Экипаж начал сливать топливо и начал разворот влево, чтобы вернуться на аэродром, но с полной загрузкой топлива и потеряв два двигателя на одном крыле, он не смог сохранить высоту. После того, как самолет достиг высоты 250 футов, он снизился, врезался в холмистую лесистую местность и взорвался.

## Расследование
Расследование пришло к выводу, что вероятной причиной стало попадание канадских гусей в двигатели № 1 и 2. Другие факторы включали недостаточные усилия авиабазы по сдерживанию птиц и неспособность диспетчерской вышки воздушного движения сообщить как Boeing E-3, так и руководству аэродрома о присутствии птиц на аэродроме. Также была определена последовательность событий во время удара. Самолёт сначала ударился о землю носом и соскользнул на вершину холма, где отломилось оперение хвостовая часть. Когда самолёт преодолел второй холм, он перевернулся, фюзеляж развалился. Правое крыло ударилось о левую сторону обломков и отломилось, а секция вращающегося обтекателя упала на заднюю часть, разбив остальную часть самолёта.
Следователи выяснили, что самолёт поднялся в воздух и пролетел примерно 1,28 километра, прежде чем столкнуться с деревьями. Затем самолет пролетел примерно 0,72 километра, прежде чем столкнуться с землёй и взорваться.

## Память
В аэродроме Элемендорф был установлен мемориал в виде самолёта Boeing E-3, с памятной табличкой.